# Егазарьянц, Сергей Владимирович
Сергей Владимирович Егазарьянц (р. 23 июля 1951, Грозный) — советский и российский нефтехимик, профессор кафедры органической химии и химии нефти РГУ нефти и газа имени Губкина, профессор кафедры химии нефти и органического катализа МГУ.

## Биография
Окончил общеобразовательную школу в Грозном в 1968 году, старшеклассником выступал за юношескую сборную РСФСР по футболу. В 1973 году окончил химический факультет МГУ, позднее там же — аспирантуру, под руководством Караханова защитил кандидатскую диссертацию по групповому разделение углеводородов нефти жидкостно-адсобрационным хроматографическим способом (Групповое разделение углеводородов нефти и некоторых их производных методом высокоэффективной жидкостно-адсорбционной хроматографии : диссертация кандидата химических наук : 02.00.13. — Москва, 1982. — 184 с. : ил.).
С 1983 года — предподаватель на кафедре химии нефти и органического катализа МГУ, с 1 февраля 1990 года — доцент, старший научный сотрудник по специальности «нефтехимия».
В 2009 году защитил докторскую диссертацию по хроматографическому определению на катионированных силикагелях состава нефтяных фракций.

## Научная деятельность
В 2009 году разработал новые отечественные[уточнить] селективные адсорбенты на основе кремнезема для группового разделения бензиновых, керосиновых и дизельных фракций нефти, так как анализ алкенов в бензиновых фракциях — важная составляющая переработки нефти. В частности данный метод анализа был проведен на колонках с адсорбентом на основе катионированных силикагелей. Были проведены исследования в области определения ароматических соединений в реактивных топливах методами ВЭЖХ.
В процессе данной работы была разработана методика модификации силикагеля КСК-2 добавлением:
- ионов кальция (Сa2+)
- ионов алюминия (Al3+)
- ионов железа (Fe3+)

Силохром С-80 модифицирован полиакрилатом Ф-1 и полиакрилонитратом.
В ходе научных работ по тематике, связанной с хроматографическими методами анализа нефтепродуктов, был разработан ряд технологий, например, метод анализа индивидуальных ароматических реактивных топлив с комбинированным использованием газовой хроматографии и колоночной, с флюоресцентным индикатором, также была осуществлена разработка хроматографических методов определения углеводородов состава дизельных топлив на основе явления флуоресценции ароматических систем в УФ области спектра, учитывая, что при определённых длинах волн коэффициенты молярной экстинкции максимальна.
Ужесточение экологических требований к качеству нефтяных топлив ограничивает содержание в бензинах ароматических углеводородов, сернистых соединений, а в последние несколько лет и алкенов. Следует отметить, что в нефтях алкены присутствуют в незначительных количествах. Большое количество их появляется в продуктах деструктивной переработки нефти. В результате проведенных исследований были разработаны методики группового анализа веществ, входящих в реактивного топлива нефти с использованием КГХ и ВЭЖХ. на разработанных ранее катионированных силикагелях. Проведен качественный анализ этих фракций и разработаны схемы идентификации ароматических углеводородов в реактивном топливе нефти.
В 2014 году в составе научной группы участвовал в разработке метода получения полимеров с мезопористой структурой при помощи некоторых видов прекурсоров и субстратов, в результате установлены закономерности протекания процессов синтеза, найдены методы модификации мезопористых полимеров при помощи различных модификаторов с разнообразными функциональными группами. С использованием результатов работы разработано 10 фармацевтических препаратов для лечения дисфункций ЦНС. В 2016 году работы по данной тематике были продолжены, разработаны наноразмерные гибридные металлокомплексные и мезопористые катализаторы, способные проводить определённые химические реакции селективно с высокой конверсией.
По состоянию на 2017 год читал курсы лекций «Теоретические и экспериментальные методы исследования в химии» в РГУ нефти и газа имени Губкина.
Также занимался темами связанными с катализом, гидрированием непредельных соединений. Занимался научно-исследовательской работой в области разработки технологических основ подготовки растительного сырья для получения дизельных топлив, имеющих низкую температуру плавления, и керосинов, обладающих высокой плотностью для использования в арктических условиях Автор более 130 научный статей по хроматографии.